# Gericht Ober-Ohmen
Das Gericht Ober-Ohmen war ein Amt der Herrschaft Riedesel.

## Funktion
In der Frühen Neuzeit waren Ämter eine Ebene zwischen den Gemeinden und der Landesherrschaft. Sie konnten auch historische Bezeichnungen wie „Zehnt“ oder „Gericht“ tragen. Die Funktionen von Verwaltung und Rechtsprechung waren hier nicht getrennt. Dem Amt stand ein Amtmann (oder Zentgraf) vor, der von der Landesherrschaft eingesetzt wurde. 

## Geschichte
Das Gericht Ober-Ohmen war Teil eines Lehens, das die Herren von Riedesel von den Landgrafen von Hessen erhalten hatten. Die Lehnsherrschaft und spätere Oberhoheit wechselte mit den entsprechenden Erbteilungen und Veränderungen in der Landgrafschaft:
- bis 1567: Landgrafschaft Hessen. Nach dem Tod des Landgrafen Philipp I. von Hessen wurde die Landgrafschaft zwischen seinen vier überlebenden Söhnen aus seiner legitimen, ersten Ehe geteilt. Sein zweitgeborener Sohn Ludwig IV. erhielt
- ab 1567 die Landgrafschaft Hessen-Marburg und auch die Oberhoheit über das Riedeselsche Lehen. Als Ludwig IV. ohne männlichen Erben starb, unterstand das Riedeselsche Lehen
- ab 1604, nachdem das Erbe Ludwig IV. zwischen seinen beiden Neffen, den Landgrafen von Hessen-Kassel und Hessen-Darmstadt, aufgeteilt worden war, Hessen-Darmstadt und verblieb letztendlich auch nach dem jahrzehntelangen Streit um die Erbschaft dort.

1803 konsolidierte die Landgrafschaft Hessen-Darmstadt ihre angestammten und die mit dem Reichsdeputationshauptschluss gewonnenen Gebiete, die nördlich des Mains lagen, in einem neu geschaffenen Fürstentum Oberhessen (ab 1816: Provinz Oberhessen). Mit der Auflösung des Alten Reichs und dem Beitritt zum Rheinbund 1806 erhielt die Landgrafschaft den Status eines Großherzogtums aber auch die staatliche Hoheit über die gesamten Riedeselschen Lande. Diese staatliche Hoheit reichte hier aber zunächst nicht weit, denn die Hoheitsrechte der Herren von Riedesel, nun als Standesherren eingeordnet, blieben zunächst bestehen. Ihre Rechte wurden darüber hinaus durch die Bundesakte geschützt. Es gelang dem Staat das Gericht Ober-Ohmen zunächst wenigstens formal in die eigene Struktur zu integrieren: In der Verwaltungsreform von 1821 wurde das Gericht Ober-Ohmen hinsichtlich der Verwaltung Bestandteil des neu gegründeten Landratsbezirks Grünberg und betreffend die Rechtsprechung dem Landgericht Grünberg zugeordnet. Allerdings übte der Staat hier die Hoheitsrechte „im Auftrag und Namen der Patrimonialherrschaft“ aus, die also mittelbarer Träger der staatlichen Hoheitsrechte blieb. Das Gericht Ober-Ohmen hörte damit auf zu bestehen.

## Bestandteile
Zur Gericht Ober-Ohmen gehörten die Orte:
- Groß-Eichen
- Klein-Eichen
- Ober-Ohmen
- Ruppertenrod
- Unter-Seibertenrod
- Zeilbach

## Recht
Im Bereich des Gerichts Ober-Ohmen galten als Partikularrecht die Riedesel’schen Verordnungen, die hier das Gemeine Recht überlagerten. Da es im Großherzogtum Hessen nie zu einer Rechtsvereinheitlichung kam, wurde diese Situation erst zum 1. Januar 1900 von dem einheitlich im ganzen Deutschen Reich geltenden Bürgerlichen Gesetzbuch abgelöst.